# Ponte Verde (Vilnius)
Il Ponte Verde (in lituano Žaliasis tiltas) è un ponte sul fiume Neris a Vilnius, in Lituania. Collega il centro città con il distretto di Šnipiškės. L'originale del XVI secolo era il ponte più antico della città.

## Storia

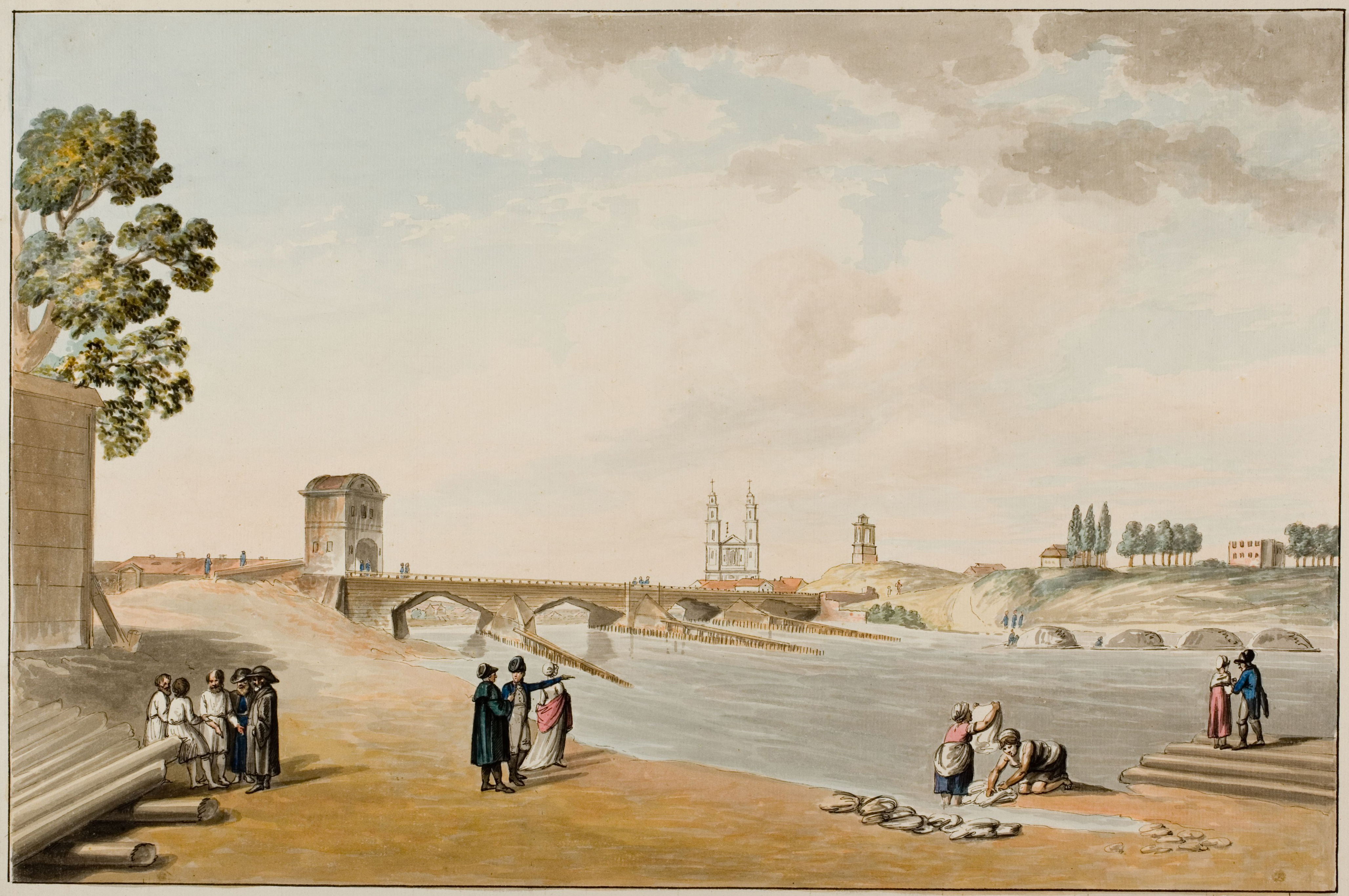
Il ponte all'inizio del XIX secolo.

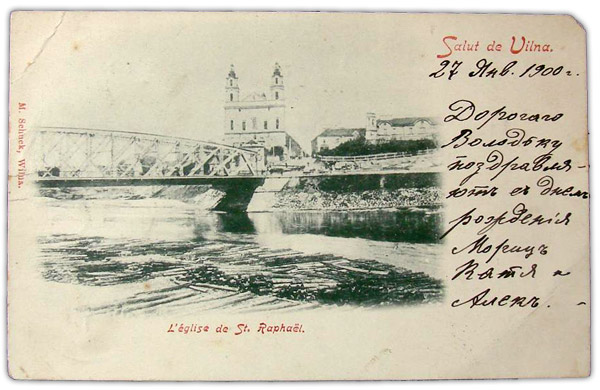
Il ponte alla fine del XIX secolo.

Il primo ponte risale al 1536. Si trovava più vicino all'attuale ponte Mindaugas. Era un ponte coperto di legno con pilastri in mattoni e pietra. Aveva un secondo piano con appartamenti per gli esattori. Poiché il suo costruttore Ulryk Hozjusz voleva recuperare il costo riscuotendo i pedaggi, il Granduca Sigismondo il Vecchio gli concesse un privilegio che vietava ad altri di costruire altri ponti tra Kernavė e Bistrica (Быстрыца in Bielorussia) o di offrire altri servizi di attraversamento tra Verkiai e Paneriai. Il ponte fu bruciato dall'esercito lituano in ritirata comandato da Janusz Radziwiłł dopo la battaglia di Vilnius (1655).
Un nuovo progetto fu pianificato nel 1673, che prevedeva una campata di 73 metri (240 ft) tra i moli – la campata più lunga conosciuta all'epoca. Tuttavia, l'inizio della primavera e gli accumuli di ghiaccio distrussero i moli. Pertanto, i vecchi piloni del primo ponte furono riutilizzati e il secondo ponte fu completato nel 1679.
Nel 1739 fu eretto un altro ponte di legno e dipinto di verde. Da allora questo attraversamento è stato conosciuto come il Ponte Verde. Nel 1789 un nuovo progetto per un ponte in mattoni fu preparato da Laurynas Gucevičius, ma i costruttori scelsero un'altra proposta. La costruzione è stata supervisionata da Marcin Knackfus. Il progetto non ebbe successo poiché il ponte bruciò nel 1791. Fu ricostruito secondo un progetto di Michael Schulz nel 1805, ma fu nuovamente incendiato su ordine di Michael Andreas Barclay de Tolly durante la campagna di Russia del 1812.
Il ponte fu ricostruito nel 1827-1829. Un ponte in acciaio è stato progettato da Nikolaj Apollonovič Beleljubskij e completato nel 1894. Sopravvisse alla prima guerra mondiale, ma fu fatto saltare in aria dalla Wehrmacht nel 1944. L'attuale ponte fu completato nel 1952 e intitolato al generale sovietico Ivan Danilovič Černjachovskij. Dopo la dichiarazione di indipendenza della Lituania nel 1990, il ponte ritornò al suo nome storico.

## Antiche sculture

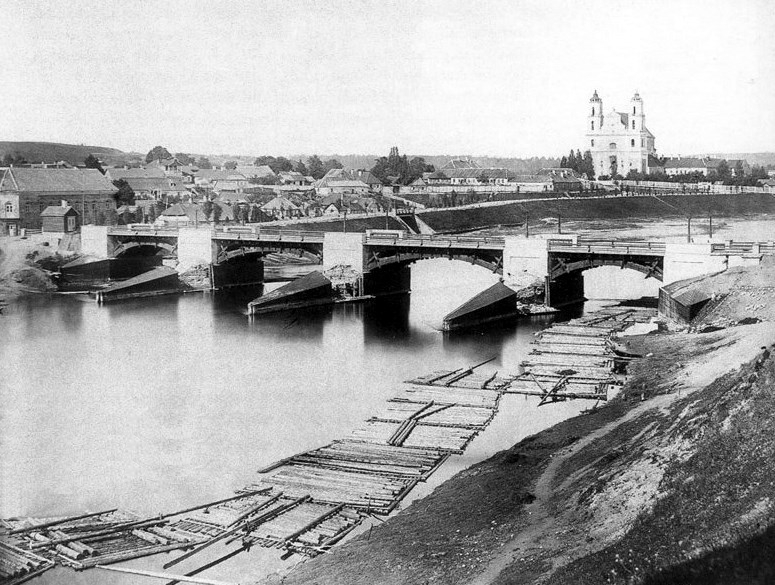
Il ponte prima del 1890.

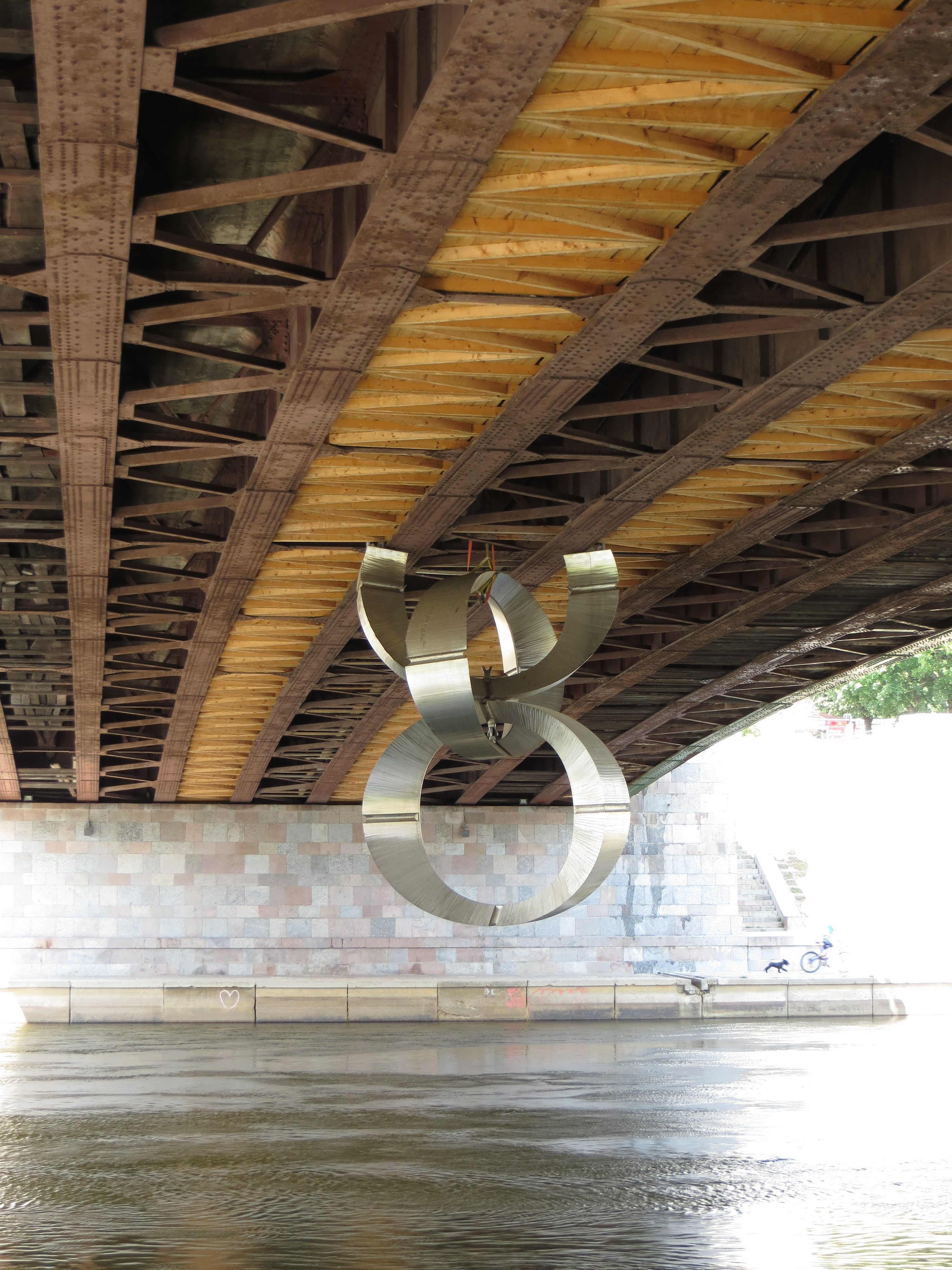
"La catena", autore Kunotas Vildžiūnas

Durante l'occupazione sovietica, nel 1952, il ponte fu decorato con quattro serie di sculture del realismo sovietico . Dopo il ripristino dell'indipendenza, le sculture sono state oggetto di un acceso dibattito pubblico sul rimuoverle in quanto sono propaganda sovietica o mantenerle in quanto opere d'arte.
Le sculture erano deteriorate e spesso vandalizzate. Nel 2013, Artūras Zuokas, allora sindaco di Vilnius, ha annunciato un piano per ristrutturare le statue senza rimuoverle dal ponte e per aggiungere una targa commemorativa sulle repressioni sovietiche sotto le sculture come compromesso. Tuttavia, nel luglio 2015 le statue sono state rimosse, adducendo motivi di salute e sicurezza. Il sindaco di Vilnius Remigijus Šimašius ha affermato: "Le statue rappresentano una bugia. La loro rappresentazione eroica del popolo sovietico è tutta una bugia... Le statue sono una presa in giro delle persone reali che hanno dovuto vivere durante il periodo sovietico." Successivamente, Šimašius ha annunciato che la decisione di rimuovere le sculture è permanente. Da allora diverse installazioni artistiche sono state collocate sul ponte.
Nel marzo 2016, il Pirmosios Nekilnojamojo kultūros paveldo vertinimo tarybos (Primo consiglio della valutazione dei beni culturali immobili) ha spogliato il ponte e le statue della protezione legale di cui godevano come manufatti di valore culturale, rendendo improbabile il restauro e la restituzione delle statue al ponte. I membri del consiglio hanno espresso la speranza, tuttavia, che le statue finiscano in un museo dove possano essere conservate e presentate nel contesto appropriato.
Nell'agosto 2016, un funzionario lituano ha criticato aspramente una moneta commemorativa russa di nuova emissione raffigurante una delle statue bandite - "A guardia della pace" - in relazione alla liberazione sovietica di Vilnius nel 1944. Rolandas Kacinskas, direttore del Dipartimento politico del ministero degli Esteri, ha dichiarato: "Non abbiamo dubbi sul ruolo e sul posto dell'Armata Rossa nella storia della Lituania... L'emissione delle monete dimostra ancora una volta che la Russia non è pronta per la verità storica sull'occupazione sovietica."